# Часовникова кула (Сигишоара)
Часовниковата кула в Сигишоара (рум. Turnul cu Ceas din Sighișoara, нем. Stundturm) е исторически и архитектурен паметник в град Сигишоара, Румъния. Тя е най-масивната от деветте защитни кули на крепостта Сигишоара, които са се съхранили до наши дни. В миналото техният общ брой е бил 14.
Този архитектурен паметник е висок 56 метра, намира се в югоизточната част на крепостта и е видима от всяка една точка, разположена в центъра на града. Сградата е построена през XIV век с цел защита на главната порта на града. В края на XVII век кулата е украсена с барокови елементи, наподобяващи тези на катедралата Свети Вит в Прага. С течение на времето часовниковата кула се превръща в символ на града.
До 1556 година помещението на първия етаж на кулата служи като зала на градския съвет.